# Дебай
 Тази статия е за мерната единица.  За учения вижте Петер Дебай.  
Дебай (D) е CGS мерна единица за електрически диполен момент. Наречена е в чест на физика Петер Дебай и се определя като 1×10−18 статкулон-сантиметра. В исторически план, единицата е дефинирана като диполния момент, създаден от два заряда с противоположни знаци, но с еднаква големина от 10−10 статкулона, на разстояние от 1 Å един от друг. Това дава удобна мерна единица за молекулен диполен момент.
| 1 D | = 10−18 statC·cm           |
|     | = 10−10 esu·Å              |
|     | = 1⁄299 792 458×10−21 C·m  |
|     | ≈ 3,33564×10−30 C·m        |
|     | ≈ 1,10048498×1023 qPlP     |
|     | ≈ 0,393430307 ea0          |
|     | ≈ 0,20819434 eÅ            |
|     | ≈ 0,020819434 e·nm         |
|     | ≈ 3,1623×10−25 (J·m3)(1/2) |

Обичайните диполни моменти за прости двуатомни молекули са от порядъка на 0 – 11 D. Симетричните хомоатомни образци (например Cl2) имат нулев диполен момент, а силно йонните молекулни образци имат много голям диполен момент (например калиев бромид в газова фаза – 10,5 D).
Единицата дебай все още се използва в атомната физика и химията, тъй като единиците на SI могат да са неудобно големи. Най-малката единица от SI за електричен диполен момент е йоктокулон-метър, което се равнява грубо на 300 000 D.